# نيكولو دا بونتي

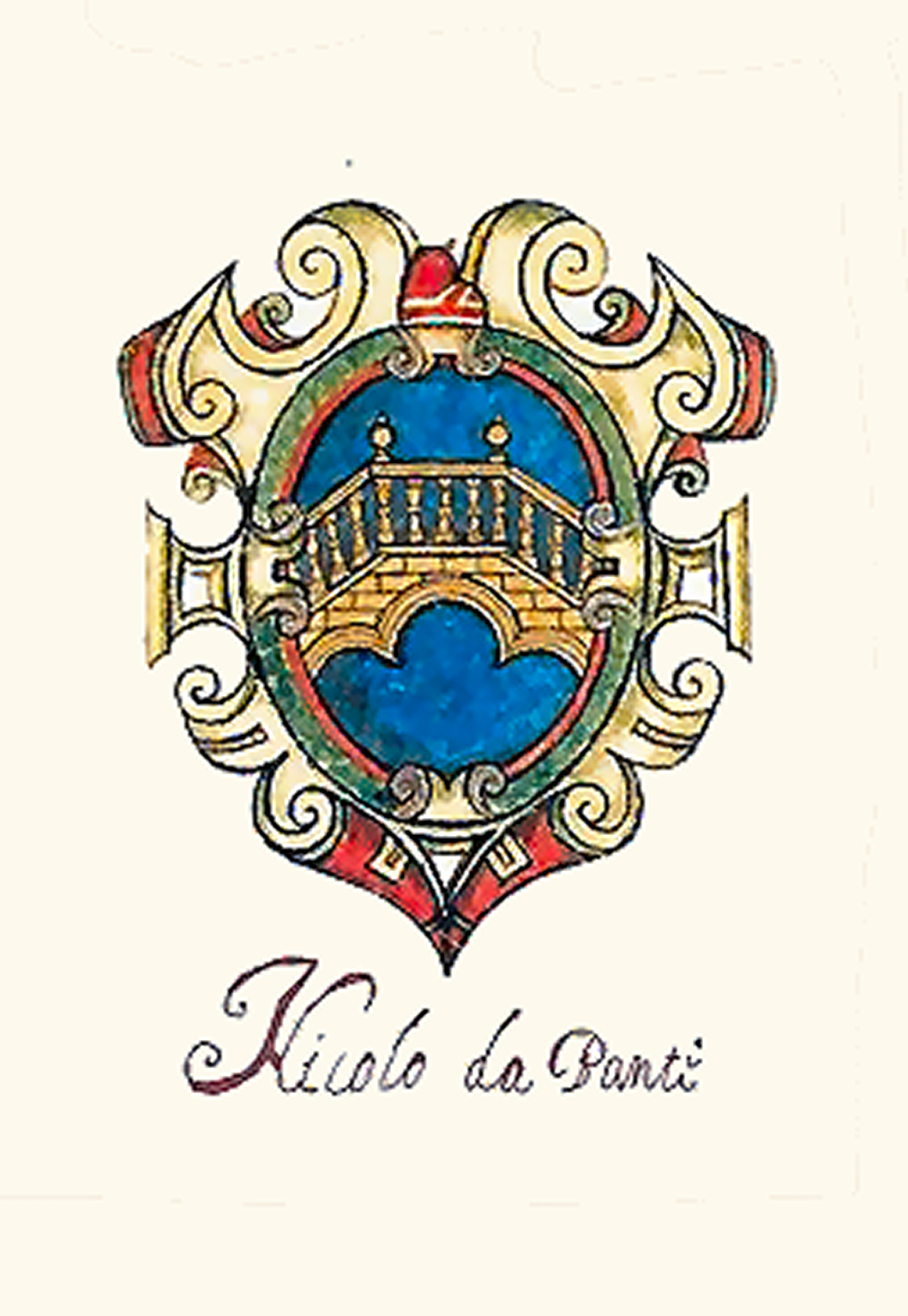
شعار النبالة لنيكولو دا بونتي.

نيكولو دا بونتي (15 يناير 1491 - 30 يوليو 1585) كان دوق البندقية السابع والثمانين من عام 1578 إلى عام 1585. حكم في فترة هادئة إلى حد ما.

## الحياة
وُلد دا بونتي في منطقة سانت أنييزي في البندقية لأبوين من النبلاء، أنطونيو دا بونتي وزوجته ريجينا سباندولينو، التي كانت في الأصل من القسطنطينية. كانت عائلة دا بونتي قد مرت بفترة من الصعوبات المالية الشديدة بعد الفتح العثماني لنيغروبونتي، حيث كانت تمتلك ممتلكات كبيرة. ومع ذلك، فإن زواج والده من امرأة يونانية يشير إلى أنه لا يزال يحتفظ بمصالح تجارية في الشرق.
رغم هذه الصعوبات، حصل دا بونتي على تعليم ممتاز، حيث تدرب تحت إشراف العالم الشهير إينيازيو دانتي ودرس الفلسفة في جامعة بادوفا. لكنه لم يكمل دراسته، ربما بسبب اندلاع حرب عصبة كمبراي. ومع ذلك، حصل على درجة الدكتوراه في الطب في البندقية عام 1514.
في عام 1520، تزوج دا بونتي من أركانجيلا ألوفيزي كانال، وأنجب منها طفلين، أنطونيو وبولين. توفي ابنه قبله في عام 1558، وعندما توفي نيكولو، ترك ممتلكاته لابن أخيه، الذي كان أيضًا يحمل اسم نيكولو. الأخير توفي في عام 1590 دون أن يترك ورثة، مما أدى إلى انقراض هذا الفرع من عائلة دا بونتي.

## الحكم دوقًا
في عام 1570، أصبح دا بونتي وكيلًا في سان ماركو، وفي 11 مارس 1578، انتخب دوقًا في انتخابات طويلة وشديدة النزاع استغرقت 44 جولة اقتراع بعد وفاة سيباستيانو فينيير في 3 مارس.
على الرغم من أنه كان في أواخر الثمانينيات من عمره عندما انتُخب دوقًا، فقد كان له عهد نشط جدًا استمر لأكثر من سبع سنوات. كان السياسيون الشباب ينظرون إليه خلال الأزمة الداخلية التي وقعت بين عامي 1581 و1582 والتي أدت إلى إصلاح مجلس العشرة. وقد تميز في عدة مناسبات بمواقفه المناهضة لرجال الدين. توفي في يوليو 1585 عن عمر يناهز 94 عامًا.

## الروابط الخارجية
- جوزيبي جولينو دا بونتي، نيكولو في Dizionario Biografico degli Italiani .

| المناصب السياسية       | المناصب السياسية       | المناصب السياسية      |
| ---------------------- | ---------------------- | --------------------- |
| سبقه Sebastiano Venier | دوق البندقية 1578–1585 | تبعه Pasquale Cicogna |